# Крид 3
«Крид 3» (англ. Creed III) — американский спортивный драматический фильм, являющийся девятым во франшизе «Рокки» и третьим в её побочной серии о персонаже Адонисе Криде в исполнении Майкла Б. Джордана. Фильм стал режиссёрским дебютом Джордана и снят по сценарию Кинана Куглера и Зака Бейлина на основе сюжета, написанного ими в соавторстве с Райаном Куглером, режиссёром и соавтором сценария первой ленты побочной серии — «Крид: Наследие Рокки» (2015), снискавшей множество наград и номинаций. В фильме, помимо самого Джордана, снялись Тесса Томпсон, Джонатан Мейджорс, Вуд Харрис, Флориан Мунтяну, Филисия Рашад, Тони Беллью и другие актёры.
Это первый фильм франшизы «Рокки» без появления персонажа Рокки Бальбоа в исполнении Сильвестра Сталлоне и без его участия в качестве сценариста, он лишь формально числится одним из продюсеров, несмотря на то, что не принимал никакого участия в производстве.
Первоначально планировалось, что «Крид 3» будет выпущен в кинопрокат в США 23 ноября 2022 года компанией United Artists Releasing, но впоследствии дата была перенесена на 3 марта 2023 года.

## Сюжет
В 2002 году в Лос-Анджелесе Адонис «Донни» Крид тайком выходит со своим лучшим другом Дэмианом «Дамой» Андерсоном, чтобы посмотреть, как Дама соревнуется в подпольном боксерском поединке. После победы Дамы Донни встречает человека по имени Леон, на которого он нападает.
15 лет спустя Донни побеждает «Красавчика» Рикки Конлана в матче-реванше и уходит из бокса с рекордом 27-1, решив вместо этого сосредоточиться на своей жене Бьянке и их дочери Амаре.
Спустя 3 года после ухода на пенсию Донни теперь руководит академией бокса Delphi вместе с Тони «Малышом Дюком» Эверсом-младшим и продвигает своего ученика, чемпиона мира Феликса «Эль Герреро» Чавеса к бою против Виктора Драго. Тем временем Дама освобождается из тюрьмы и навещает Донни. Дама показывает, что он сохранил форму и все ещё хочет боксировать, что заставляет Донни пригласить его в спортзал на спарринг с Чавесом, несмотря на возражения Тони. Даме хорошо боксирует, но его агрессивный стиль вызывает презрение у Чавеса и Дюка.
Дама посещает дом Донни, где Бьянка узнает, что Донни и Дама проводили время в приюте, о чём она не знала. В частном порядке Дама выражает свое желание провести титульный бой против Чавеса, от чего Донни отказывается. На вечеринке звукозаписывающего лейбла Бьянки на Драго нападает неизвестный; его травма ставит под сомнение его бой с Чавесом. Донни предлагает Даму в качестве соперника, устраивая бой с аутсайдером, очень похожий на первый титульный бой Рокки Бальбоа, который Чавес принимает. Во время боя Дама дерется грязно, но нокаутирует Чавеса, завоевывая титул чемпиона мира в супертяжелом весе.
После боя Донни навещает свою мать, которая показывает ему письма, которые Дама написал Донни, находясь в тюрьме. В одном письме содержится фотография, на которой Дама изображен с мужчиной, в котором Донни узнает того, кто напал на Драго. Поняв, что Дама организовал нападение, Донни противостоит ему, но в итоге получает синяк под глазом. Попытавшись отгородиться от своего прошлого, Донни не может довериться Бьянке. После того, как мать Донни умирает от инсульта, со слезами на глазах обращаясь к Донни как к Аполло, он рассказывает Бьянке: Леон был воспитателем в приюте, который бил детей. После того, как Донни напал на Леона, его приятели напали на Донни, причинив ущерб, вытащив пистолет. Когда прибыли копы, Донни сбежал, но Дама был арестован. Пытаясь заблокировать это воспоминание, Донни так и не связался с Дамой. Он говорит Бьянке, что есть только один способ унизить его.
Донни идет на шоу First Take, где Дама звонит, чтобы подзадорить Донни по телефону. Донни бросает вызов Даме на чемпионство, которое он принимает. Донни сталкивается с Дамой в изнурительном, равном по силе поединке. В 12-м и последнем раунде Донни пользуется советом Дюка и использует в своих интересах истощенную энергию Дамы, отправляя его в нокаут, чтобы выиграть бой и титул. Впоследствии Донни примиряется с Дамой, и оба признают, что в этом не было вины другого. Донни присоединяется к Бьянке и Амаре на ринге на пустом стадионе, где он делает вид, что боксирует с Амарой.

## В ролях
- Майкл Б. Джордан — Адонис «Голливуд» Крид (урождённый Джонсон)
  - Алекс Хендерсон — молодой Адонис «Донни» Джонсон
- Тесса Томпсон — Бьянка Тейлор
- Джонатан Мейджорс — Дамиан «Адамант» Андерсон
  - Спенс Мур II — молодой Дамиан «Адамант» Андерсон
- Вуд Харрис — Тони «Малыш Дюк» Эверс
- Флориан Мунтяну — Виктор Драго
- Филисия Рашад — Мэри Энн Крид
- Тони Беллью — Рики «Красавчик» Конлан[5]

Также роли получили Селенис Лейва, Таддеус Дж. Миксон, Спенс Мур II, Мила Дэвис-Кент и Канело Альварес.

## Прокат
Выход фильма в прокат в США состоялся 3 марта 2023 года. Первоначально планировалось, что фильм будет выпущен в прокат 23 ноября 2022 года США и Warner Bros. Pictures на международном уровне, но 28 июля он был отложен до 3 марта.

### Кассовые сборы
Прогнозировалось, что в США и Канаде фильм соберет 38-40 миллионов долларов в 4007 кинотеатрах в первые выходные. В итоге третья часть франшизы стартовала лучше первых двух частей. В дебютный уикенд «Крид 3» собрал кассу в 100,4 млн долларов по всему миру, в том числе в США — 58,6 млн. Фильм заработал в американском прокате $156,2 млн, а с учётом проката в других странах — $275,2.

## Реакция
На сайте-агрегаторе обзоров Rotten Tomatoes 89 % из 113 отзывов критиков носят положительный характер со средней оценкой 7,2/10. Консенсус веб-сайта гласит: «Наконец-то выйдя из культовой тени Рокки Бальбоа, франшиза про Крида вновь подтверждает свой статус чемпиона благодаря резкому направлению звезды Майкла Б. Джордана и тонкому повороту пятки Джонатана Мейджорса». Metacritic, использующий средневзвешенное значение, присвоил фильму 72 балла из 100 на основе 35 критиков, что указывает на «в целом положительные отзывы».

## Будущее
2 февраля 2023 года Джордан подтвердил, что «наверняка» скоро выйдет четвёртый фильм Крид и что также рассматриваются побочные фильмы. Когда его спросили о будущем кинофраншизы «Крид» в интервью «ScreenRant Plus», Джордан сказал: «Но вы увидите, что вселенная «Крида» продолжает расти и расширяться. Я думаю, что мы вложились в некоторых действительно интересных персонажах, на которые, я думаю, откликнулось много людей. Я должен дать политический ответ на это. [смеётся] Будет больше членов семьи Крида, и будет больше некоторых персонажей, что вам нравятся в этом фильме. Я просто ещё не знаю, в какой упаковке она будет».
В ноябре 2021 года было объявило о разработке фильма, посвященного предыстории Ивана Драго. К июлю 2022 года MGM официально объявила о старте проекта. В качестве сценариста проекта выступила Роберт Лоутон. Объявление о спин-оффе было встречено критикой со стороны Сильвестера Сталлоне, который заявил, что продюсер Ирвин Винклер «эксплуатирует» франшизу.